# پنیر آسیایی

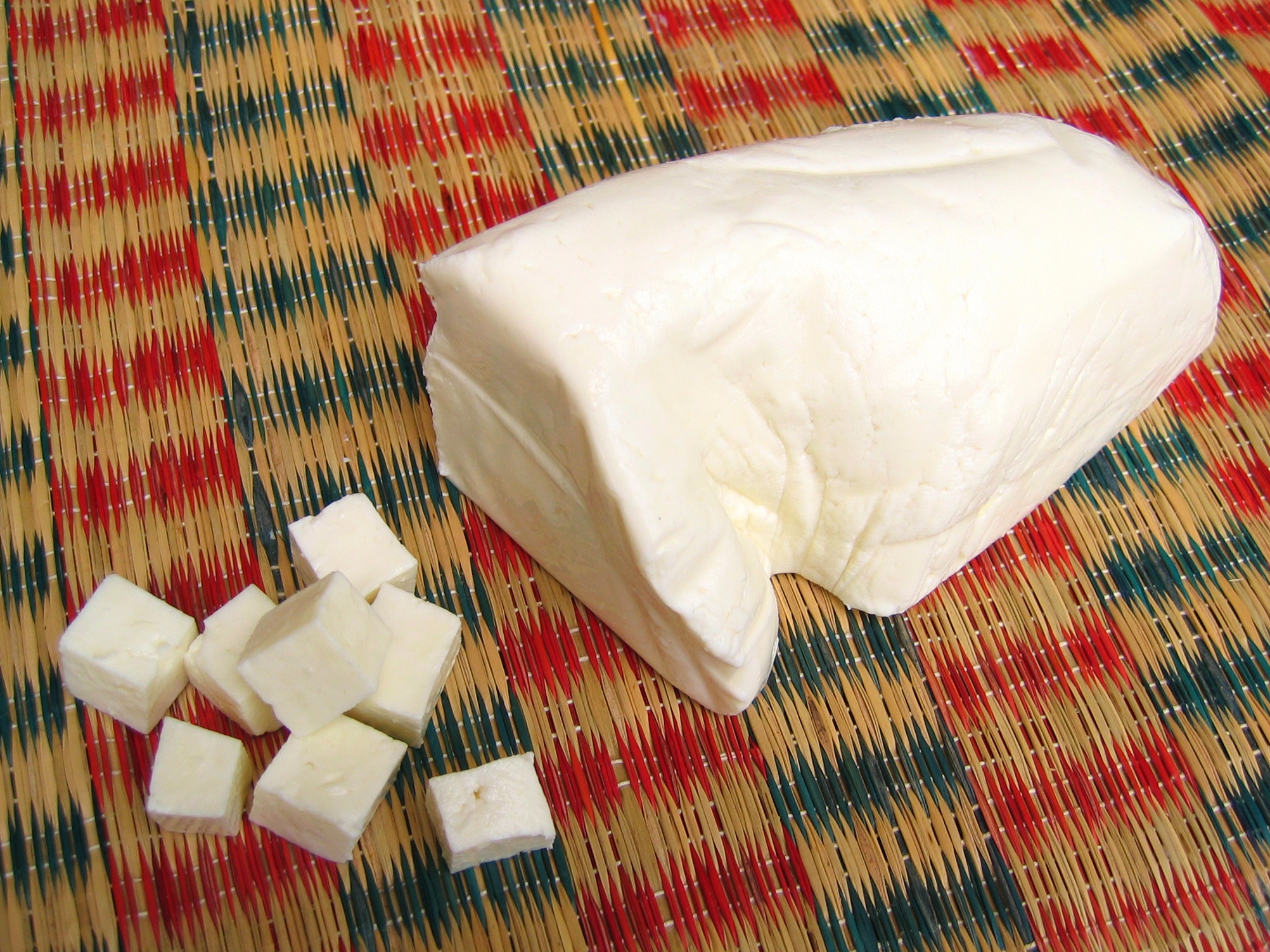
پنیرهندی با شیر گاو تهیه شده در آلمان

پنیر آسیایی که در ایران با عنوان عمومی پنیر مشهور است. نوعی پنیر تازه است که در جنوب و غرب آسیا استفاده می‌شود. در شبه‌قاره هند این پنیر با نام چنا شناخته می‌شود.

## طرز تهیه با ماست
ابتدا شیر را بجوشانید. بعد از آن شعله اجاق را کم کنید و ۴ قاشق ماست به آن اضافه کنید. مدت ۷ دقیقه به هم بزنید تا شیر ببرد. بعد آن را از پارچه نازکی که داخل آبکش قرار داده‌اید، رد کنید و پارچه را روی پنیر برگردانید و به مدت ۴ الی ۵ ساعت روی آن جسمی سنگین قرار دهید تا آب آن خارج شود. بعد پنیر را تکه تکه کرده، در آب نمک نگهداری کنید.

## طرز تهیه با سرکه
ابتدا شیر را حرارت دهید. وقتی شیر به جوش آمد، شعله اجاق را خاموش کنید. سپس ۳ قاشق سرکه به آن بیفزایید و به هم بزنید تا شیر بریده شود. سپس آن را از پارچه نازکی که داخل آبکش قرار داده‌اید، رد کنید. پارچه را روی پنیر برگردانید و به مدت ۴ الی ۵ ساعت جسمی سنگین روی آن قرار دهید تا آب آن خارج شود. سپس پنیر را تکه تکه کرده، داخل آب نمک نگهداری کنید.

## طرز تهیه با مایه پنیر
شیر را پس از جوشاندن از روی حرارت بردارید و بگذارید قدری خنک شود. به حدی که دمای آن کمی بیشتر از دمای بدن باشد. سپس مایه پنیر را در آن بریزید و بگذارید تا شیر به پنیر تبدیل شود (زمان لازم جهت تهیه این پنیر ۱۵ دقیقه است).